# Aleksandria Krzywowolska
Aleksandria Krzywowolska – wieś w Polsce, położona w województwie lubelskim, w powiecie chełmskim, w gminie Rejowiec.
| SIMC    | Nazwa      | Rodzaj    |
| ------- | ---------- | --------- |
| 0105437 | Tomaszówka | część wsi |

W latach 1954–1957 wieś należała i była siedzibą władz gromady Aleksandria Krzywowolska, po jej zniesieniu w gromadzie Zawadówka. W latach 1975–1998 miejscowość administracyjnie należała do województwa chełmskiego. Od 1 stycznia 2006 wchodzi w skład powiatu chełmskiego (przedtem krasnostawskiego). 
Wieś jest sołectwem w gminie Rejowiec. Według Narodowego Spisu Powszechnego (III 2011 r.) liczyła 124 mieszkańców i była siedemnastą co do wielkości miejscowością gminy Rejowiec.